# Campeonato Mundial de Basquetebol Masculino de 1982
O Campeonato Mundial de Basquetebol Masculino de 1982 foi a 9ª edição do Campeonato Mundial de Basquetebol. Foi disputado na Colômbia de 15 a 28 de agosto de 1982, organizado pela Federação Internacional de Basquetebol (FIBA) e pela Federação Colombiana de Basquetebol. 

## Locais de Competição
| Grupo                 | Cidade      | Arena                       | Capacidade |
| --------------------- | ----------- | --------------------------- | ---------- |
| Grupo A               | Bogotá      | Coliseo El Salitre          | 7,000      |
| Grupo C               | Bucaramanga | Coliseo Vicente Díaz Romero | 8,000      |
| Fase Final            | Cali        | Coliseo El Pueblo           | 18,000     |
| Fase de Classificação | Cúcuta      | Coliseo Toto Hernández      | 7,000      |
| Grupo B               | Medellín    | Coliseo Cubierto Mayor      | 10,000     |

## Equipes Participantes
| Grupo A                                                      | Grupo B                                          | Grupo C                                   |
| ------------------------------------------------------------ | ------------------------------------------------ | ----------------------------------------- |
| China Panamá Espanha Estados Unidos                          | Austrália Brasil Costa do Marfim União Soviética | Canadá Tchecoslováquia Uruguai Iugoslávia |
| Colômbia- avançou automaticamente à semifinal como país-sede |                                                  |                                           |

## Fase Preliminar

### Grupo A
| Time           | Pts. | V | D | PP  | PC  | SP  |
| -------------- | ---- | - | - | --- | --- | --- |
| Espanha        | 6    | 3 | 0 | 305 | 262 | +43 |
| Estados Unidos | 5    | 2 | 1 | 295 | 261 | +34 |
| Panamá         | 4    | 1 | 2 | 285 | 280 | +5  |
| China          | 3    | 0 | 3 | 243 | 325 | -82 |

### Grupo B
| Time            | Pts. | V | D | PP  | PC  | SP  |
| --------------- | ---- | - | - | --- | --- | --- |
| União Soviética | 6    | 3 | 0 | 336 | 241 | +95 |
| Austrália       | 5    | 2 | 1 | 224 | 240 | -16 |
| Brasil          | 4    | 1 | 2 | 267 | 253 | +14 |
| Costa do Marfim | 3    | 0 | 3 | 218 | 311 | -93 |

### Grupo C
| Time            | Pts. | V | D | PP  | PC  | SP  |
| --------------- | ---- | - | - | --- | --- | --- |
| Iugoslávia      | 6    | 3 | 0 | 290 | 235 | +55 |
| Canadá          | 5    | 2 | 1 | 269 | 265 | +5  |
| Tchecoslováquia | 4    | 1 | 2 | 290 | 289 | +1  |
| Uruguai         | 3    | 0 | 3 | 239 | 299 | -60 |

## Fase de Classificação
| Time            | Pts. | V | D | PP  | PC  | SP  | Primeiro Desempate Classificação para Times Empatados | Segundo Desempate Pontos Average entre as Equipes Empatadas |
| --------------- | ---- | - | - | --- | --- | --- | ----------------------------------------------------- | ----------------------------------------------------------- |
| Brasil          | 9    | 4 | 1 | 474 | 415 | +59 | 1V-1D                                                 | 1.017                                                       |
| Panamá          | 9    | 4 | 1 | 503 | 424 | +79 | 1V-1D                                                 | 0.994                                                       |
| Tchecoslováquia | 9    | 4 | 1 | 499 | 449 | +50 | 1V-1D                                                 | 0.989                                                       |
| Uruguai         | 7    | 2 | 3 | 404 | 440 | -36 |                                                       |                                                             |
| China           | 6    | 1 | 4 | 406 | 474 | -68 |                                                       |                                                             |
| Costa do Marfim | 5    | 0 | 5 | 416 | 500 | -68 |                                                       |                                                             |

## Fase Semifinal
| Time            | Pts. | V | D | PP  | PC  | SP   | Primeiro Desempate Classificação para Equipes Empatadas |
| --------------- | ---- | - | - | --- | --- | ---- | ------------------------------------------------------- |
| Estados Unidos  | 11   | 5 | 1 | 567 | 521 | +46  | 99-93                                                   |
| União Soviética | 11   | 5 | 1 | 663 | 514 | +149 | 93-99                                                   |
| Iugoslávia      | 10   | 4 | 2 | 573 | 535 | +38  | 108-91                                                  |
| Espanha         | 10   | 4 | 2 | 612 | 564 | +48  | 91-108                                                  |
| Austrália       | 8    | 2 | 4 | 489 | 563 | -74  |                                                         |
| Canadá          | 7    | 1 | 5 | 495 | 519 | -24  |                                                         |
| Colômbia        | 6    | 0 | 6 | 473 | 656 | -183 |                                                         |

## Finais
| 28 de julho | 3º lugar | Iugoslávia | 119–117 | Espanha |  | Colombia |  |

| 28 de julho | Final | União Soviética | 95–94 | Estados Unidos |  | Colômbia |  |

## Classificação Final
| Posição | Time            |
| ------- | --------------- |
| 1       | União Soviética |
| 2       | Estados Unidos  |
| 3       | Iugoslávia      |
| 4       | Espanha         |
| 5       | Austrália       |
| 6       | Canadá          |
| 7       | Colômbia        |
| 8       | Brasil          |
| 9       | Panamá          |
| 10      | Tchecoslováquia |
| 11      | Uruguai         |
| 12      | China           |
| 13      | Costa do Marfim |

## Seleção do Campeonato
- Doc Rivers (EUA)
- Dragan Kicanovic (Iugoslávia)
- Juan Antonio San Epifanio (Espanha)
- Vladimir Tkachenko (URSS)
- Anatoli Myshkin (URSS)

## Maiores Pontuadores (Média por Jogo)
1. Rolando Frazer (Panamá) 24.4[2]
2. Wilfredo Ruiz (Uruguai) 24
3. Ian Davies (Austrália) 23.3
4. Drissa Dié (Costa do Marfim) 21.4
5. Dragan Kicanovic (Iugoslávia) 21.1
6. Jay Triano (Canadá) 18.5
7. Chicho Sibilio (Espanha) 17.8
8. Juan Antonio San Epifanio (Espanha) 17.7
9. Doc Rivers (EUA) 17
10. Drazen Dalipagic (Iugoslávia) 16.6